# Full Circle (album de Deadmau5)
Pour les articles homonymes, voir Full Circle.
Albums de Deadmau5
Vexillology
(2006) Random Album Title
(2008)
Full Circle est un album de musique électronique, orienté house progressive, sorti par Deadmau5 le 5 janvier 2007, soit le jour de ses 26 ans.

## Liste des titres
| 1.    | Turning Point        | 7:00 |
| 2.    | Mr. G                | 5:21 |
| 3.    | 1981 (Adam K Remix)  | 6:05 |
| 4.    | 1891 (Minimal Remix) | 6:02 |
| 5.    | Cyclic Redundancy    | 6:33 |
| 6.    | Templar              | 6:19 |
| 7.    | Subvert              | 5:52 |
| 43:12 |                      |      |